# Gara River (Macleay River)
Der Gara River (auch  Guyra River) ist ein perennierender Fluss im Nordosten des australischen Bundesstaates New South Wales. Er ist einer der Quellflüsse des Macleay River.

## Geographie
Der Fluss entspringt unterhalb der Kleinstadt Llangothlin, rund 15 Kilometer nördlich von Guyra und etwa 40 Kilometer nördlich von Armidale an den Osthängen der Great Dividing Range. Von seiner Quelle fließt der Fluss nach Süden durch unbesiedeltes Land östlich der Städte Guyra und Armidale. Südöstlich von Armidale tritt der Fluss in den Oxley-Wild-Rivers-Nationalpark ein und bildet zusammen mit dem Salisbury Water den Macleay River.

### Stauseen
Auf seinem Weg durchfließt der Gara River zwei Stauseen, den Lake Guyra auf 1273 m Höhe und das Malpas Reservoir auf 1174 m Höhe.

### Nebenflüsse mit Mündungshöhen
Zum Gara River sind folgende Nebenflüsse bekannt:
- Ryanda Creek – 1273 m
- Commissioners Waters – 915 m
- Powers Creek – 889 m
- Cooney Creek – 434 m